# هیلیخرلی
هیلیخرلی (به هلندی: Heiligerlee) یک منطقهٔ مسکونی در هلند است که در شهرستان الدآمبت واقع شده‌است. هیلیخرلی ۲٫۳۴ کیلومتر مربع مساحت و ۱٬۴۴۰ نفر جمعیت دارد.